# Francisco Morazán (departement)
Francisco Morazán is een departement van Honduras, gelegen in het midden van het land. De departementshoofdstad is de Hondurese hoofdstad Tegucigalpa, tevens de grootste stad van het land.
Het departement bestrijkt een oppervlakte van 8787 km² en heeft 1.577.178 inwoners (2016).
Het departement is vernoemd naar Francisco Morazán Quesada, geboren in Tegucigalpa, voormalig president van de Verenigde Staten van Centraal-Amerika en in Honduras beschouwd als een nationale held. Tot 1943 had het departement de naam Tegucigalpa.

## Gemeenten
Het departement is ingedeeld in 28 gemeenten:
- Alubarén
- Cedros
- Centraal District (Tegucigalpa en Comayagüela)
- Curarén
- El Porvenir
- Guaimaca
- La Libertad
- La Venta
- Lepaterique
- Maraita
- Marale
- Nueva Armenia
- Ojojona
- Orica
- Reitoca
- Sabanagrande
- San Antonio de Oriente
- San Buenaventura
- San Ignacio
- San Juan de Flores
- San Miguelito
- Santa Ana
- Santa Lucía
- Talanga
- Tatumbla
- Valle de Ángeles
- Vallecillo
- Villa de San Francisco

Atlántida · Choluteca · Colón · Comayagua · Copán · Cortés · El Paraíso · Francisco Morazán · Gracias a Dios · Intibucá · Islas de la Bahía · La Paz · Lempira · Ocotepeque · Olancho · Santa Bárbara · Valle · Yoro